# Ніколас Йоанніс Вишер
Ніколас Йоанніс Вісшер  (Клаас Янсзон Вісшер)(нід. Claes Jansz Visscher 1587, Амстердам — 1652, Амстердам)— нідерландський малювальник, гравер, картографі друкар. Мав власну друкарню в місті. Друкарня Вісшера стала відома в Голландії і в Європі під перекладом латиною його прізвища — Піскатор, під яким і увійшов в історію друкарства Європи.

## Життєпис
Клаас Янсзон Вісшер був сином тесляра, котрий будував човни і вітрильники. Але не пішов працювати теслярем. У кого навчався гравюрі, невідомо. Але за припущеннями Константена Гюйгенса міг навчатися у Жака де Гейна молодшого, що і допоміг тому опанувати техніку офорта.
1608 року Клаас Янсзон Вісшер записався як гравер в Амстердамі. Ще з 1605 року почали з'являтися граюри виробництва його друкарні, майже повністю створені за картинами тогочасних фламандських художників, серед яких були і твори Девіда Вінкбонса (останні й емігрував в Антверпен в 1602 році). В другому десятилітті XVII століття друкарня Піскатора оприлюднила офорти з творів молодих голландських художників, серед яких були Ян ван де Вельде, Есаяс ван де Вельде, Віллем Бейтевех. Продукція мала попит і популярність і сприяла першому комерційному успіху друкарні Піскатора. Він сам працював за офортним верстатом і зробив близько двохсот (200) мідьоритів-матриць. Друкарня Піскатора почала спеціалізуватися на створенні мап і планів міст, що мали значний попит і аристократів, комерсантів і купців, пересічних громадян, що прикрашали власні оселі географічними мапами на кшталт великих картин. Друкарня також робила гравюри-портрети і гравюри за картинами відомих митців.
Помер 1652 року. Продовжувачем родинного бізнеса став єдиний син Клааса Вісшера, Піскатора-засновника друкарні, Ніколас Вісшер старший (1618-1679).

## Карта України Клааса Вісшера
У 1657 р. в Амстердамі, видається одна із ранніх карт Угорщини «Totius Regni Hungariae…» Клааса Янсзона Вісхера (Claes Jansz Visscher). Мапа була видана вже після смерті автора, його сином Ніколасом. Мапа охоплює Центральну, Південно-Західну і Західну Україну. Дану карту брали за основу багато картографів, що допомогло зберегти контури України на численних версіях карт Угорщини. Ця мапа має прямий зв'язок з Картою Радзивіла: за аналогією з нею, центральноукраїнські землі позначені там як «Східна Волинь, яку називали також Україною і Низом» (Volynia ulteririor, quae tum Vkraina tum Nis ab altis vocitatur), хоча щодо Угорщини Україна беззаперечний верх. На мапі позначено Поділля [Podolia].

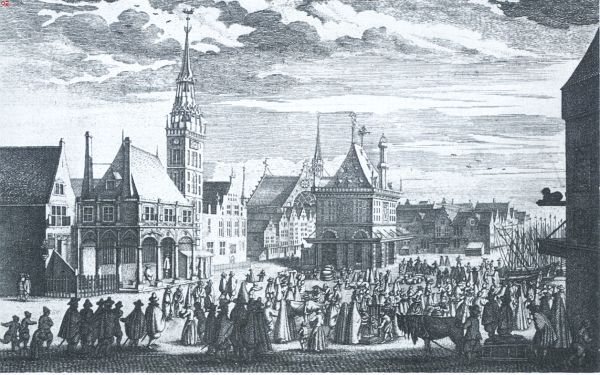
«Стара ратуша Амстердама та Нова церква». гравюра до перебудов 1615 року.
План Парижа, 1618 рік.
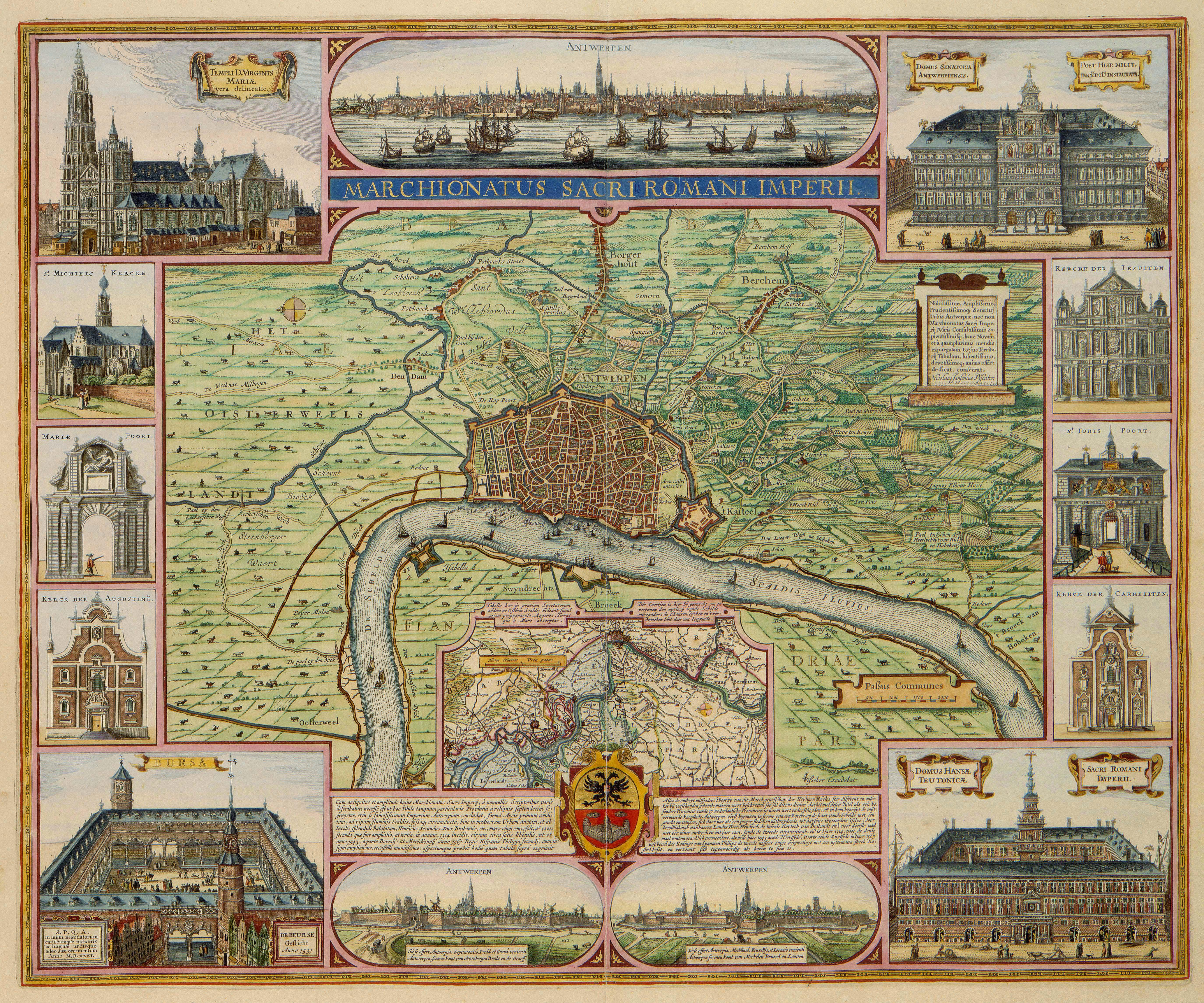
« Антверпен, план і найважливіші споруди міста», 1624 рік
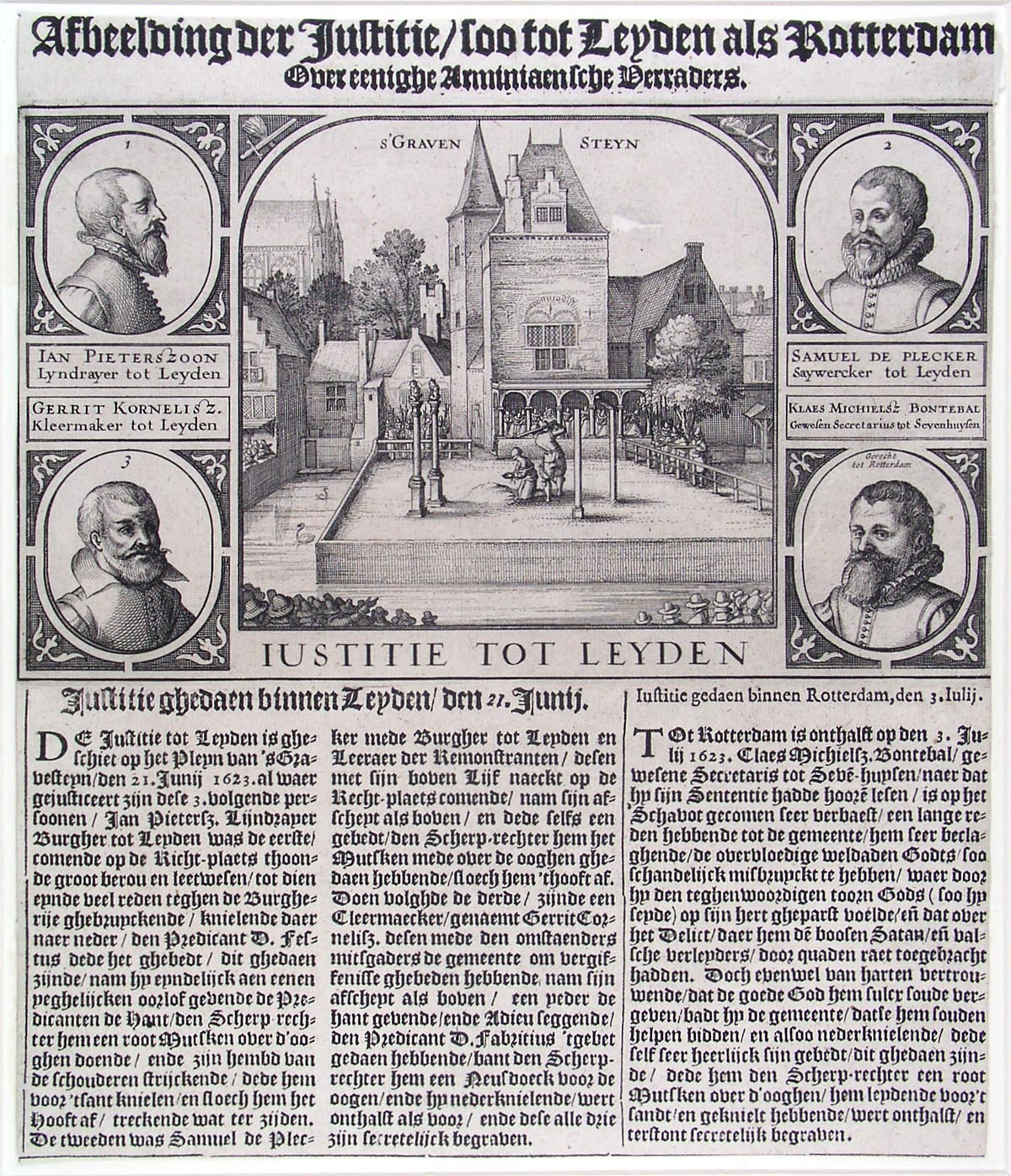
Страта злочинців в Лейдені, що зробили замах на принца Моріца Оранського, 1623 рік
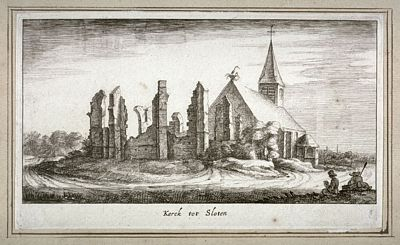
Церква в Слотені, 1625 рік